# Оржевка
О́ржевка (рос. Оржевка, ерз. Оржевка) — селище у складі Старошайговського району Мордовії, Росія. Входить до складу Старотерізморзького сільського поселення.
Населення — 1 особа (2010; 5 у 2002).
Національний склад (станом на 2002 рік):
- росіяни — 100 %